# Zdeněk Lukáš
Zdeněk Lukáš (21 août 1928 à Prague – 13 juillet 2007 à Prague) est un compositeur tchèque. Prolifique, il a composé plus de 330 œuvres. Il est diplômé de l'école normale et a travaillé comme professeur de 1953 à 1963. Il était un éditeur musical et directeur de programme à la radio nationale à Pilsen et chef du Česká píseň, un des plus fameux chœur de Tchécoslovaquie.

## Œuvres (sélection)

### Piano
- Dva klavírní kusy [2 pièces pour piano], op. 21
- Musica per Piano, 3 pièces, op. 45 (1965)
- Balada (Ballade), op. 78 (1972)
- Píseň (Song), Op.88 (1972)
- Tři písně pro klavír [3 mélodies pour piano], op. 91a (1972)
- Míša, Ríša, Mikinka, op. 91b (1972)
- Čtyři studie pro klavír [4 études pour piano], Op.139 (1978)
- Canzone, op. 173 (1982)
- Koncertantní sonatina [Sonatine concertante], op. 208 (1987)
- Corali pour 2 pianos, op. 247 (1992)
- Andante et Allegro, op. 269 (1995)

### Clavecin
- Partita pour clavecin, op. 154 (1980)
- V podzámčí, 4 danses tchèque pour clavecin et chœur mixte, op. 170 (1981)

### Orgue
- Ex regione Prachaticensi, pièce pour orgue, op. 123 (1976)
- Pražské pastorale [Prague pastorale], pièce pour orgue, op. 158 (1981)
- Tusta, rhapsodie pour orgue, op. 290 (1997)

### Musique de chambre
- Čtyři fragmenty [4 fragments] pour violon, clarinette et piano (main gauche), op. 10
- Kvartetino, Quatuor à cordes [no 1], op. 12
- Trio pour violon, piano petit tambour, op. 32 (1962)
- Quatuor à cordes no 2, Op.42 (1965)
- Musica Rytmica, Concerto pour percussion (un interprète) et 8 instruments à vent, op. 51 (1966)
- Quintette à vents avec triangle, op. 61 (1968)
- Duetti pour violon, basson, alto, clarinette, violoncelle, hautbois, flûte et percussion, op. 66 (1969)
- Rondo pour 4 saxophones, op. 70 (1970)
- Amoroso, pièce miniature pour clarinette en mi , cornemuses et contrebasse, op. 75 (1971)
- Quatuor à cordes no 3, op. 93 (1973)
- Divertimento pour violon et alto, op. 96 (1973)
- Tři ronda [3 rondos] pour flûte, violoncelle et piano, op. 104 (1974)
- Trio avec piano, op. 106 (1974)
- Kratochvíle pro pět [Passe-temps pour cinq], pour quintette à vent, op. 121 (1976)
- Katedrály [Cathédrales], 5 mouvements pour quintettes de cuivres et orgue, op. 124 (1976)
- Co umím nakreslit [Ce que je peux en tirer], suite pour ensemble de chambre de solistes, op. 127 (1977)
- Intarzie, 3 mouvements pour violon, alto et violoncelle, op. 132 (1977)
- Sonata di Danza [Quatuor avec piano no 1], op. 151 (1980)
- Raccontino pour saxophone baryton en mi  et percussion (2 interprètes), op. 153 (1980)
- Rozhovor s panem Myslivečkem v roce 1981 [Conversations avec Mysliveček en l'année 1981], rondo pour flûte, violon, alto et violoncelle, op. 155 (1980)
- Sérénade pour quintette de cuivres, op. 161 (1981)
- 2 + 2 pour saxophone alto en mi, clarinette basse, marimba et vibraphone, Op.179 (1982)
- Canzoni da Sonar pour flûte, hautbois, violon, alto et violoncelle, op. 181 (1983)
- Dvojlístek, petite sérénade pour violon et alto, op. 205a (1986)
- Dvojhry [duo] pour violon et violoncelle, op. 207 (1987)
- Duo di Basso pour violoncelle et contrebasse, op. 210 (1987 ; révision de l'opus 227)
- Letní hudba [La musique d'été] pour 3 trompettes, trompette basse en si , 2 cors, 2 trombones, euphonium, tuba et percussion, op. 212 (1987)
- Quatuor à cordes no 4, op. 213 (1987)
- Intarzie II pour violon, cor et piano, op. 226 (1989)
- Quartuor avec piano no 2, op. 241 (1991)
- Malé finale [petit finale] pour quatuor à cordes, op. 242 (1991)
- Trio à cordes, op. 246 (1991)
- Nonetto pour flûte, hautbois, clarinette, basson, cor, violon, alto, violoncelle et contrebasse, op. 250 (1992)
- Duetti II, op. 251 (1992)
- Quartetto con Flauto pour flûte, violon, violoncelle et piano, op. 253 (1992)
- Kasace pour flûte, hautbois et alto, op. 270 (1995)
- Partita alla Fanfare pour quintette de cuivres, op. 271 (1995)
- Nonet pour 3 trompettes, 2 cors, 3 trombones et tuba, op. 278
- Ricordo, Quintette pour 2 hautbois, basson, clavecin et contrebasse, op. 296 (1998)
- Serenata pour violoncelle et contrebasse, op. 300 (1998)
- Pastorely [Pastorale], pièces faciles pour violon, violoncelle et piano, op. 303 (1999)
- Contrasti per quattro, Quatuor à cordes no 5, op. 305 (1999)
- Trio en ré majeur pour hautbois, clarinette et basson, op. 310 (2000)
- Serenata Piccola pour flûte, hautbois, clarinette et cor, op. 318
- Per Tutte le Corde, Quintette pour harpe et quatuor à cordes, op. 320 (2001)
- Cantico pour 12 violoncelle et 2 contrebasses, op. 333
- Sextuor pour 2 violons, alto, violoncelle, contrebasse et piano, op. 339
- Trio Boemo pour violon, violoncelle et piano, op. 343 (2004)
- Rita mattinata pour quatuor à cordes, op. 345
- Proměny lásky [Transformation de l'amour], Trio pour flûte, alto et violoncelle, op. 351
- Rotlevův šlojíř, Trio pour violon, alto et piano, op. 354 (2007)

Flûte
- Sonatine pour flûte et piano, op. 19
- Canto pour 4 flûtes et clavecin, op. 275 (1996)
- Cantabile e Fugato pour flûte et piano, op. 292 (1997)

Hautbois
- Pět listů (5 pages) pour hautbois et harpe, op. 249 (1992)
- Impulsioni pour hautbois et piano, op. 313 (2000)

Clarinette
- Sonate pour clarinette et piano, op. 23
- Legenda pour clarinette basse (ou saxophone ténor) et piano, op. 85 (1972)
- Koncertantní etuda (Études concertante) pour clarinette et piano, op. 203 (1986)

Basson
- Rondo pour basson et piano, op. 168 (1981)

Trompette
- Dvojzpěvy [Duos] en 3 mouvements pour trompette et orgue, op. 125 (1976)
- Liturgical Songs pour trompette et orgue, op. 315 (2000)

Cor
- Corni di Praga, partita pour 4 cors, op. 130 (1977)

Saxophone
- Lento Dramatico pour saxophone alto et piano, op. 264 (1994)

Violon
- Šťáhlavská Sonatine pour violon et piano, op. 7
- Dvě bagately [2 bagatelles] pour violon et piano, op. 14
- Partita Semplice pour 4 violons et piano, op. 37
- Tři dua [3 duos] pour 2 violons, op. 188 (1984)
- Suite en mouvements pour violon seul, op. 218 (1988)
- Dubnová improvizace (Improvisation capricieuse) pour violon et piano, op. 234 (1991)
- Ricordo sul G, pour violon et piano, op. 340
- Far Musica pour 3 violons, op. 341 (2004)

Alto
- Hudba k vernisáži pour alto et piano, op. 68 (1970)
- Meditace (Meditation) pour alto et clavecin, op. 116 (1975)
- Meditace – Rondo [Méditation – Rondo] pour alto et clavecin, op. 128 (1977)
- Cantabile pour alto et clavecin, op. 216 (1988)
- Sonate pour alto seul, op. 243 (1991)
- Canto Appassionato pour alto et piano, op. 308 (1999)
- Hosprenglic, duo pour alto et harpe, op. 328 (2002)
- Supplemento pour alto et clavecin, op. 334
- Dolore ed Amore pour 4 altos, op. 347

Violoncelle
- Rondo pour violoncelle et clavecin, op. 257
- Musica per Ogni Tempo pour 2 violoncelle et piano, op. 317 (2000)
- Preludium per Due Sonatori pour violoncelle et percussion, op. 352 (2006)

Guitare
- Preludio Brevis pour 4 guitares, op. 342 (2004)

Harpe
- Canzonette pour harpe, op. 98 (1973)

### Ensembles de vents et cuivres
- Finale, op. 83 (1972)
- Musica Boema, deux mouvements pour vents, cuivres, harpe, xylophone et glockenspiel, Op.137 (1978)
- Finale, op. 190 (1984)
- Sinfonia Brevis, Op.265 (1995)
- Pražská slavnostní hudba [Prague musique de fête], op. 267 (1995)
- Ave Maria, Aria pour instruments à vent, op. 325 (2002)
- Slavia – Galopp, op. 273 (1995)
- Choral – Präludium, op. 282 (1996)
- Musica Bohemica, Ouverture pour orchestre à vents, op. 285 (1997)
- Messaggio, Poème symphonique pour orchestre de vents, op. 295 (1998)
- Metamorfosy, op. 299 (1998)
- Kyrie Eleison à la mémoire de Saint Wenceslas, roi de Bohême, op. 331 (2003)
- Fanfára pro Hudbu hradní stráže [Fanfare de la garde du château], op. 337

### Orchestre
- Pathetická předehra [Ouverture pathétique], op. 2
- Rej (Rondo), op. 3
- Matce (La mère), Poème symphonique, op. 5
- Symfonická svita (Suite symphonique), op. 6
- Symfonietta no 1, op. 8
- Divertimento for Chamber Orchestra, Op.16
- Symfonietta no 2, op. 18
- Symphonie no 1, op. 22 (1960)
- Symphonie no 2, op. 26 (1961)
- Partita pour orchestre de chambre, op. 30
- Allegro pour orchestre de chambre, op. 30a
- Symphonie no 3 "Dove sta amore" pour chœur mixte et orchestre, op. 40 (1965)
- Symfonietta solemnis, op. 43 (1965)
- Andante pour orchestre à cordes avec flûte et harpe, op. 46a (1965)
- Scherzoso pour orchestre à cordes, harpe, celesta et piccolo, op. 46b (1965)
- Symphonie no 4, op. 47 (1965)
- Partita in C pour orchestre de chambre, op. 62 (1969)
- Postludium, op. 77 (1971)
- SAAB 96, op. 79 (1971)
- Symphonie no 5 pour soprano lyrique solo et orchestre, op. 82 (1972)
- Malá svita [Petite suite] pour orchestre de chambre, op. 92 (1972)
- A Tribute to Youth [À la jeunesse], op. 97 (1973)
- Musica da Concerto pour 12 cordes et clavecin, op. 102 (1974)
- Princezna Pinkpink a šašek Cupkyhup, suite pour orchestre de chambre, op. 115 (1975)
- Bagately [Bagatelles], op. 150 (1980)
- Finale Festoso, musique de fête en un mouvement, op. 172 (1982)
- Canti pour orchestre à cordes, op. 175 (1982)
- Ouvertura Boema, Ouverture fesive, op. 187 (1984)
- Symphonie no 6 op. 232 (1991)
- Znělka, op. 281 (1996)
- Symphonie no 7 "Trionfo del tempo" pour soprano et orchestre, op. 312 (2000)

### Concertante
- Concerto [no 1] en sol mineur pour piano et orchestre, op. 4
- Fantazie pour piano et orchestre, op. 9a
- Rondo pour piano et orchestre, op. 9b
- Concerto [no 1] pour violon et orchestre, op. 11 (1956)
- Concerto [no 1] pour violoncelle et orchestre, op. 13 (1957)
- Komorní svita [Suite de chambre] pour piano et orchestre à cordes, op. 15 (1958)
- Concertino pour violon, piano et orchestre à cordes, op. 24
- Concerto pour saxophone soprano et orchestre, op. 34 (1963)
- Concerto Grosso no 1 pour quatuor à cordes et orchestre à cordes, op. 36 (1964)
- Sonata Concertata pour piano et orchestre, op. 49 (1966)
- Concerto pour violon, alto et orchestre, op. 58 (1968)
- Variations pour piano et orchestre, op. 69 (1970)
- Svita [Suite] pour clarinette, flûte piccolo, cymbalum et orchestre, op. 80 (1971)
- Concerto Grosso no 2 pour flûte, violon, orchestre et bande, op. 87 (1972)
- Sérénade pour flûte, hautbois, alto, basson, orchestre à cordes et percussion, op. 103 (1974)
- Preludium, Fuga and Postludium pour saxophone ténor et orchestre de chambre, op. 107 (1974)
- Concerto pour basson et orchestre, op. 113 (1976)
- Concerto pour clarinette et orchestre, op. 119 (1976)
- Concerto Grosso no 3 pour six violons et orchestsre de chambre, op. 129 (1977)
- Proměny [Transformations], Pièces de concert pour piano et orchestre, op. 140 (1978)
- Concerto pour clavecin et orchestre à cordes, op. 152 (1980)
- Concerto [no 2] pour violon et orchestre, op. 163 (1981)
- Concerto pour flûte et orchestre, op. 164 (1981)
- Koncertní hudba [Musique de concert] pour harpe et orchestre à cordes, op. 177 (1982)
- Koncertantní svita [Suite concertante] pour quintette de cuivres (2 trompettes, cor, 2 trombones) et ensemble de cordes, op. 184 (1983)
- Concerto pour alto et orchestre, op. 185 (1983)
- Concerto [no 2] pour piano et orchestre, op. 192 (1984)
- Preludio e Rondo pour violon et orchestre à cordes, op. 201 (1985)
- Concerto [no 2] pour violoncelle et orchestre, op. 204 (1986)
- Concerto pour cor et orchestre, op. 223 (1989)
- Double concerto pour violon, violoncelle et orchestre, op. 224 (1989)
- Duo di basso, double concerto pour violoncelle, contrebasse et orchestre à cordes, op. 227 (1989 ; révision de l'opus 210)
- Concertino pour violon, marimba et orchestre à cordes, op. 233 (1988)
- Za Dunaj, pour clavecin et orchestre de chambre, op. 240
- Concerto pour cymbalum et orchestre à cordes, Op.244 (1991)
- Concertino Dedicato pour violon et orchestre de chambre à cordes, Op.248 (1992)
- Concerto no 3 pour piano et orchestre, op. 258 (1993)
- Concerto Grosso no 4 pour 4 saxophones et orchestre à cordes, op. 262 (1994)
- Vox cordis mei, concerto pour orgue, 2 trompettes et orchestre à cordes, op. 293 (1997)
- Double concerto pour hautbois, basson et orchestre, Op.302 (1999)
- Double concerto pour hautbois, basson et orchestre, op. 304 (1999)
- Concerto pour trompette et orchestre, op. 323
- Symfonický koncert (Symphonic Concerto) for String Quartet et orchestre à cordes, Op.324
- Concerto pour violon, piano et orchestre à cordes, op. 335
- Ricordi, Concerto pour violoncelle et orchestre à cordes, op. 344 (2005)
- Dies Natalis pour violon et orchestre à cordes, op. 348
- Sinfonia Concertante pour trompette, trombone, cor et orchestre, op. 349

### Opéras
- Ať žije mrtvý [Vive la mort], op. 52 (1967) en trois; 3 scènes ; livret de Jiří Hurt
- O smutné princezně Upolíně [Upolína, la princesse triste], op. 57 (1968) ; petit opéra pour enfants pour la radio ; libretto by Kamil Bednář
- Domácí karneval [Carnaval national], op. 60 (1968) ; opéra de chambre pour la radio ou la télévision ; livret de Zdeněk Barborka
- Planeta s tiše fialovou září [La planète pourpre], opéra astronomique, op. 141 (1979) ; livret de Jiří Suchý
- Falkenštejn, op. 197 (1984–1985) ; livret de Dagmar Ledečová
- Veta za vetu [Measure for Measure], op. 206 (1986) ; en 2 actes et six scènes) ; livret de Dagmar Ledečová d'après Shakespeare